# サッカーネイビス島代表
サッカーネイビス島代表（サッカーネイビスとうだいひょう）は、ネイビス島サッカー協会により編成されるネイビス島のサッカーのナショナルチームである。ネイビス島代表は、FIFA及び、CONCACAFに加盟していないため、ワールドカップ、CONCACAFゴールドカップに参加できず、他のチームとの対戦も、国際Aマッチとは認められない。

## 試合結果
| 日付           | ホーム                         | アウェー                 | スコア |
| -------------- | ------------------------------ | ------------------------ | ------ |
| 1996年11月10日 | ネイビス島                     | モントセラト             | 2-0    |
| 1997年11月15日 | セントクリストファー・ネイビス | ネイビス島               | 6-1    |
| 1999年11月1日  | ネイビス島                     | イギリス領ヴァージン諸島 | 2-2    |
| 1999年11月2日  | イギリス領ヴァージン諸島       | ネイビス島               | 2-0    |
| 2003年6月29日  | ネイビス島                     | アンギラ                 | 1-4    |